# Франческо Йейтс
Франческо Йейтс (на английски: Francesco Yates) е канадски певец и текстописец.

## Биография и творчество
Франческо е роден в Торонто на 11.09.1995 г. и започва да пише музика от единадесетгодишна възраст. На 16 години той подписва договор със звукозаписната компания Atlantic Records. Дебютният му миниалбум, носещ неговото име, е издаден на 11 септември 2015 г. и е продуциран от Робин Ханибъл и Фарел Уилямс.
През 2015 г. излиза колаборацията му с Робин Шулц Sugar, която до момента има над 700 милиона слушания в Spotify и над 450 милиона гледания в YouTube. Същата година Йейтс получава наградата за млад изпълнител на Канадските музикални награди и изпълнява на официалното празненство за деня на Канада в Отава. През 2016 г. той подгрява за турнето на канадската поп рок група Hedley заедно с Карли Рей Джепсън.
През 2016 и 2017 г. Франческо издава кавъри на популярни песни, като например Send my Love (To Your New Lover) на Адел, Starboy на The Weeknd, Shape Of You на
Ед Ширън, Redbone на Childish Gambino и други.
На 2 февруари 2018 г. излиза сингълът му Come Over, заедно с новината, че той ще подгрява за Джъстин Тимбърлейк на канадската част от турнето му Man of The Woods. Следващият сингъл на Йейтс Do You Think About Me е издаден на 6 април. Това е първата песен, която той е написал, продуцирал и изпълнил напълно сам. На 20 юли същата година излиза сингълът Somebody Like You.
В края на август е обявено, че Франческо ще подгрява отново за Джъстин Тимбърлейк на всички дати в Северна Америка. Турнето завършва на 13 април 2019 г. след отлагане поради проблеми с гласа на Тимбърлейк.
На 27 декември 2019 г. Франческо издава официално сингъла си I Got You, качен в началото на годината ексклузивно в SoundCloud.
На 10 април 2020 г. Франческо издава сингъла си Superbad заедно с официално видео. На 29 май излиза песента му Bad Decisions. На 26 юни излиза неговият миниалбум Superbad. Освен двата предварително издадени сингъла, той включва песните Angel, Dirty Little Secrets и Queen St. Blues. На същия ден Франческо публикува и кратък филм, който съдържа откъси от тези песни.
На 18 септември 2020 г. излиза сингълът му Late Night Love. На 14 февруари 2021, денят на Свети Валентин, той издава песента си "Dive".
След като я изпълнява в епизод на "Press Play at Home", на 10 юни 2022 Франческо издава песента "Jimi", вдъхновена от американския китарист, певец и текстописец Джими Хендрикс. През юли той обявява в Инстаграм, че ще подгрява за Бекстрийт Бойс в САЩ и Канада на тяхното турне DNA World Tour.
През 2023 г. той издава песните си "THUNDERBOMB" и "CHANEL" съответно на 14 април и 5 май.

## Дискография

### Миниалбуми
| Заглавие           | Детайли за албума                                                                                       |
| ------------------ | --- |
| Francesco Yates EP | - Дата на издаване: 11 септември 2015 г. - Музикална компания: Atlantic Records - Формат: CD, Дигитален |
| Superbad EP        | - Дата на издаване: 26 юни 2020 г. - Музикална компания: FY Records - Формат: Дигитален                 |

### Сингли
| Година | Песен                   | Най-висока позиция | Най-висока позиция | Албум                |
| Година | Песен                   | CAN                | FRA                | Албум                |
| ------ | ----------------------- | ------------------ | ------------------ | -------------------- |
| 2014   | „When I Found You“      | —                  | —                  | Francesco Yates EP   |
| 2015   | „Better to Be Loved“    | 37                 | 196                | Francesco Yates EP   |
| 2015   | „Nobody Like You“       | —                  | —                  | Самостоятелен сингъл |
| 2015   | „Call“                  | 77                 | —                  | Francesco Yates EP   |
| 2018   | „Come Over“             | —                  | —                  | Самостоятелен сингъл |
| 2018   | „Do You Think About Me“ | —                  | —                  | Самостоятелен сингъл |
| 2018   | „Somebody Like You“     | —                  | —                  | Самостоятелен сингъл |
| 2019   | „I Got You“             | —                  | —                  | Самостоятелен сингъл |
| 2020   | „Superbad“              | —                  | —                  | Superbad             |
| 2020   | „Bad Decisions“         | —                  | —                  | Superbad             |
| 2020   | „Late Night Love“       | —                  | —                  | Самостоятелен сингъл |
| 2021   | „Dive“                  | —                  | —                  | Самостоятелен сингъл |
| 2022   | „Jimi“                  | —                  | —                  | Самостоятелен сингъл |
| 2023   | "THUNDERBOMB"           | —                  | —                  | Самостоятелен сингъл |
| 2023   | "CHANEL"                | —                  | —                  | Самостоятелен сингъл |

### Други сингли
| Година | Песен                                                                             | Най-висока позиция | Най-висока позиция | Най-висока позиция | Най-висока позиция | Най-висока позиция | Най-висока позиция | Най-висока позиция | Най-висока позиция | Сертификати                                                     | Албум               |
| Година | Песен                                                                             | CAN                | AUT                | FRA                | GER                | SWE                | SWI                | NLD                | US                 | Сертификати                                                     | Албум               |
| ------ | --------------------------------------------------------------------------------- | ------------------ | ------------------ | ------------------ | ------------------ | ------------------ | ------------------ | ------------------ | ------------------ | --------------------------------------------------------------- | ------------------- |
| 2015   | „Sugar“ (Робин Шулц с Франческо Йейтс)                                            | 42                 | 1                  | 2                  | 1                  | 9                  | 1                  | 6                  | 44                 | - ARIA: Gold - BVMI: 2 × Platinum - RMNZ: Gold - FIMI: Platinum | Sugar               |
| 2020   | "Hurts to Love You" (ATCK с Ей Джей Маклийн, Франческо Йейтс and Келси Уотс)      | -                  | -                  | -                  | -                  | -                  | -                  | -                  | -                  | -                                                               | Самостоятелен албум |
| 2021   | "Don't Call Me Back" (ATCK featuring Франческо Йейтс, DJ Lux and Ей Джей Маклийн) | -                  | -                  | -                  | -                  | -                  | -                  | -                  | -                  | -                                                               | Самостоятелен албум |